# 국교단절
국교단절(國交斷絶) 혹은 단교(斷交)는 국가간의 외교관계를 단절하는 것을 뜻한다. 국교단절은 국제적인 분쟁, 특히 전쟁의 전제로서 행하여지는 경우가 많으나, 당사국간 국민감정의 악화가 국가 차원으로 발전하거나, 제3국의 압력에 의해서도 단절할 수 있다. 다만 국교단절이 반드시 외교단절을 수반하는 것은 아니며 국교단절 후에도 국방 등의 긴밀한 관계를 유지하기도 하며, 반대로 외교가 단절되더라도 반드시 국교단절으로 이어지는 것은 아니다.

## 참고 문헌
- 이 문서에는 다음커뮤니케이션(현 카카오)에서 GFDL 또는 CC-SA 라이선스로 배포한 글로벌 세계대백과사전의 내용을 기초로 작성된 글이 포함되어 있습니다.